# Ostochtersum
Ostochtersum ist neben Barkholt und Westochtersum einer von drei Ortsteilen von Ochtersum, einer Gemeinde in der Samtgemeinde Holtriem im ostfriesischen Landkreis Wittmund, Niedersachsen.
Das Dorf liegt etwa fünf Kilometer nordöstlich von Westerholt auf einer Höhe von 6,7 m ü. NHN. Die Warftensiedlung bedeckt eine Fläche von 6,95 Quadratkilometern. Der Boden besteht größtenteils aus Plaggeneschboden, die von Pseudogley-Braunerde-Böden unterlagert sind. Das Dorf ist vornehmlich landwirtschaftlich geprägt. Der Name des Ortes verweist auf die Lage im Osten der Gemeinde Ochtersum. Deren Bezeichnung wiederum ist wahrscheinlich eine Ableitung des lateinischen Substantivs ortus (=Sonnenaufgang).